# Кусково (садиба)

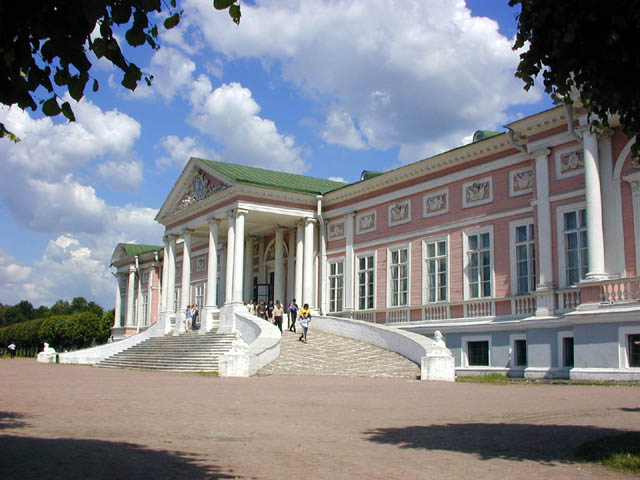
Sheremetev Palace in Kuskovo.

Куско́во (рос. Кусково) — садиба графів Шереметєвих середини XVIII століття (на сході сучасної Москви). Ансамбль садиби складається зі ставків, палацу, оранжереї, регулярного парку і паркових павільйонів, декоративної паркової скульптури. Палац використовується як музей побуту вельможі доби бароко і рококо з цінними збірками живопису, меблів, посуду. Велика будівля Оранжереї використовується як музей кераміки, єдиний у Москві.

## Історія садиби

### Власники садиби Шереметєви в 18 столітті
Шереметєви володіли тутешніми землями ще в 16 столітті. Садибу почали розбудовувати на початку 1740-х рр. Можливо, поштовхом для розбудови слугувало те, що сусідня садиба Перово за три версти від Кусково належала російській імператриці Єлизаветі Петрівні.
Власник садиби, граф Петро Борисович (1713—1788), був сином відомого фельдмаршала часів Петра І. Завдяки вигідному шлюбу на єдиній 30-річній дочці князя Черкаського, об'єднав дві великі маєтності в одну і став найбагатшим серед вельмож імперії. На відміну від батька не виявив здібностей а ні в військовій, а ні в цивільній службах. Мав 140 000 кріпаків і робив повільну кар'єру при дворі імператриці Єлизавети Петрівни.
В родині графа було семеро дітей, але п'ятеро померло. Окрім цих, мав позашлюбних дітей, що носили прізвище Реметєви.
Син і спадкоємець Микола Петрович мало займався садибою Кусково заради розбудови садиби-театру Останкіно. Жив переважно в Петербурзі.

### Перший етап побудови садиби
Москва пізніше залучилася до реформ Петра І. Будівництво за європейськими зразками почалося в Німецькій слободі, а потім було зосереджено в Петербурзі. Садибою нового зразку в Підмосков'ї була садиба Глинки (Московська обл. Щолковський район) Якова Брюса, де доживав віку найосвітченіший з прихильників царя-реформатора. Але Глинки досить далеко від Перово і Кусково.
На 1-му етапі в Кусково створили ставки, павільйон «Голландський будиночок», кухонний флігель, розпланували регулярний парк, звели дерев'яний палац — Старі хороми.
Двоповерховий палац в стилі бароко на 21 вісь мав дах із заломом і скульптурне оздоблення. Прорахунки-помилки при розбудові дали небезпечні деформації. З міркувань безпеки готові Старі хороми розібрали і вибудували новий палац, менший на 1 поверх і в іншому стилі, що існує і зараз. У Кусково мешкали лише влітку.

## Павільйон «Голландський будиночок»

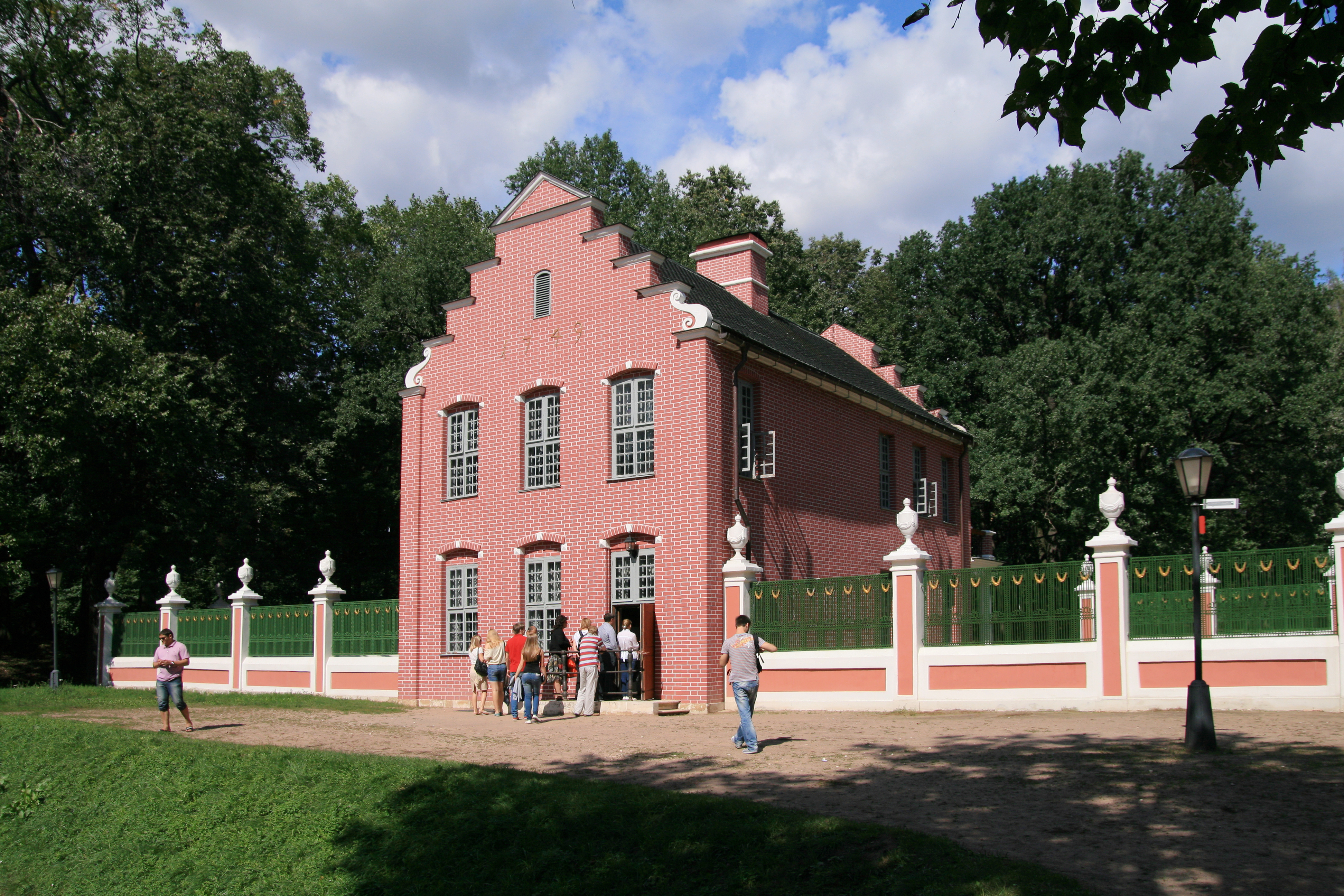
Павільйон «Голландський будиночок»

Географія в 18 столітті була разом з фортифікацією та ботанікою — улюбленою наукою. За інерцією та переймаючи смаки царя Петра І приділяли увагу Голландії, адже процес відкриття закордонних країн для російського суспільства продовжувався. Уяву про усе голландське — з її маленькими помешканнями з червоної цегли, каналами і тюльпанами і надавав «Голландський будиночок». Він і був вибудований з червоної цегли без тинькування, з фігурним фронтоном і вікнами з маленькими шибками. Головним фасадом споруда була повернута на невеликий прямокутний басейн з водою. Тісняву забудови голландських міст висвітлювали дерев'яні альтанки та огорожі, стовпи якої прикрашали білені вази. Навколо будиночка створили мініатюрні квітники з тюльпанами та маленький голландський садочок.
Маленький будиночок, однак, мав два поверхи. На першому — кухня, на другому — зала-вітальня. Про використання кахлів з картинками кобальтом чи марганцем вже знали. В «Голландському будиночку» кахлі вишневого кольору вкривають усі стіни кімнат, чого в справжній Голландії не робили. Але замовнику павільйону і відвідувачам це було байдуже, адже стереотипам про Голландію будиночок відповідав. Розповсюджені стереотипи підсилювали також кольорові меблі і маленькі картини голландських художників, серед яких було чимало марин із човнами. Картини спеціально придбали для павільйону. В будиночку розмістили усе голландське чи те, що тоді хибно вважали приналежним до Голландії. Пізніше будиночок збільшили, прибудувавши ще декілька приміщень позаду від первісної споруди, зменшивши лише розміри садочка. Після ремонтів і реставрації павільйон відкритий для відвідин.

### Другий етап побудови Кусково

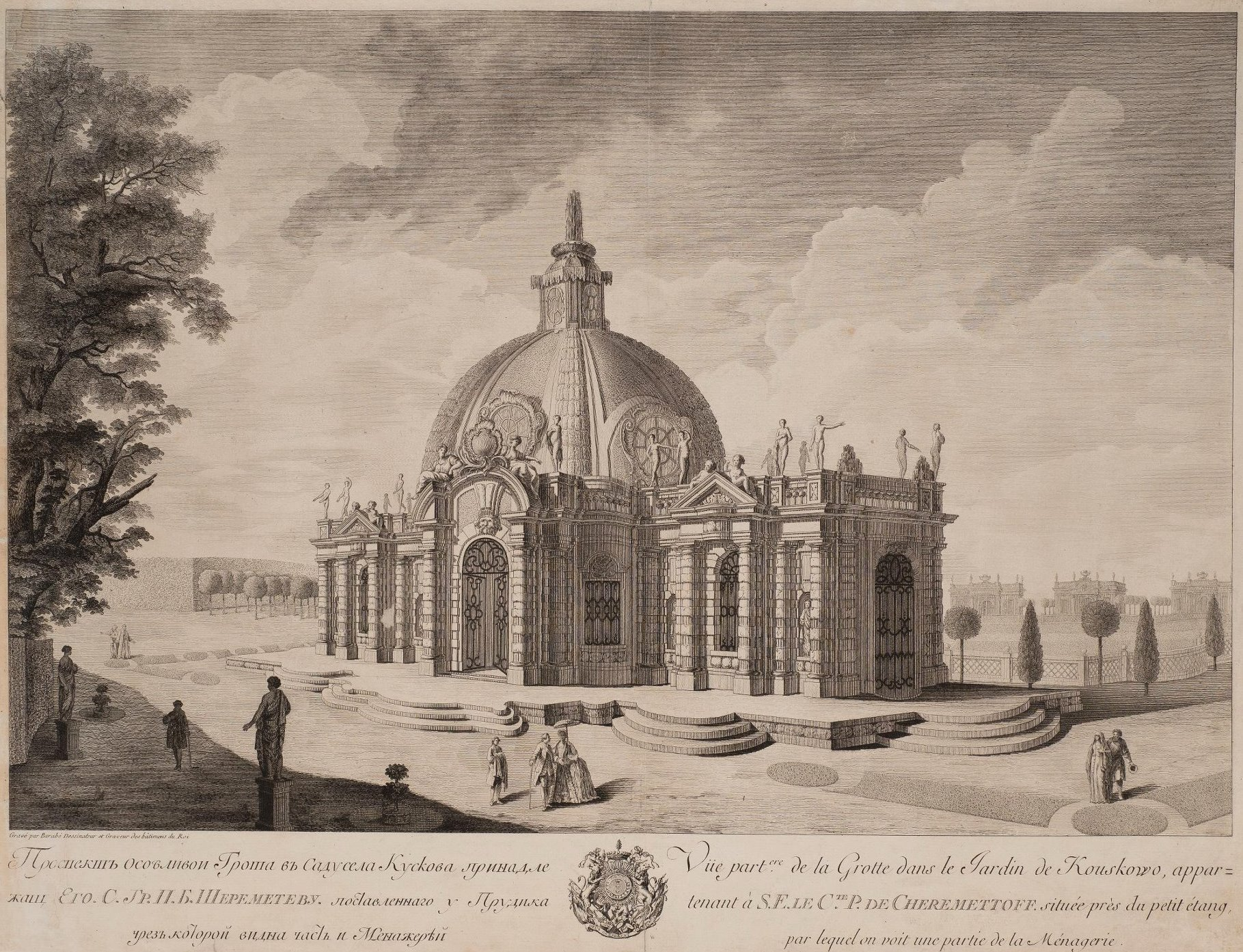
Грот в Кусково. Гравюра 18 століття

Садибу перебудовували майже 50 років. Першими вибудували нову церкву в 1739 р. та кам'яний павільйон «Голландський будиночок» у 1749 р., останньою звели дзвіницю у 1792-му. Село Вешняково з церквою 17 ст. теж залучили до ансамблю садиби, проривши до неї канал від Великого ставка. Всього садиба Кусково мала близько 17 ставків різного розміру. А увесь регулярний парк обвели ровом з водою, де можна було плавати на човнах.
Типовими для садів бароко були павільйони Грот (палац бога морів Нептуна), Ермітаж (що слугував для приватних бенкетів без слуг), Звіринець, пташиний двір Менажерія, Оранжереї. Всі вони були в Кусково.
В новітні часи додали парк пейзажного типу «Гай» і декілька нових павільйонів.

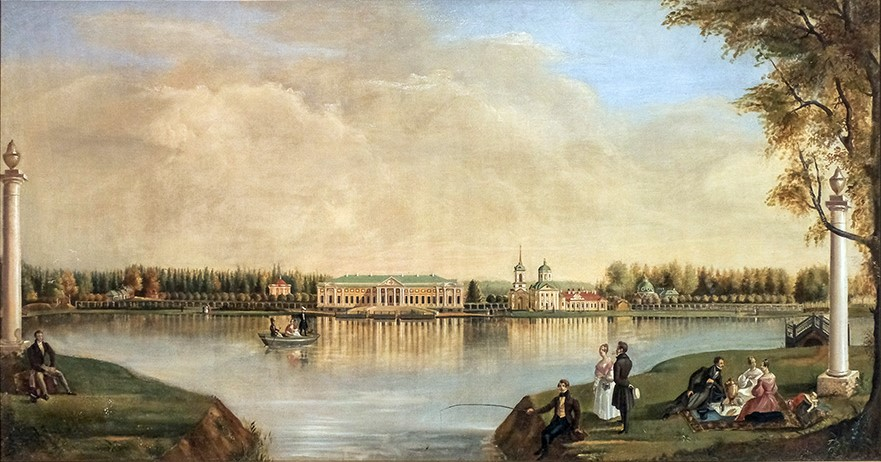
Панорама Кусково на 1839 р.
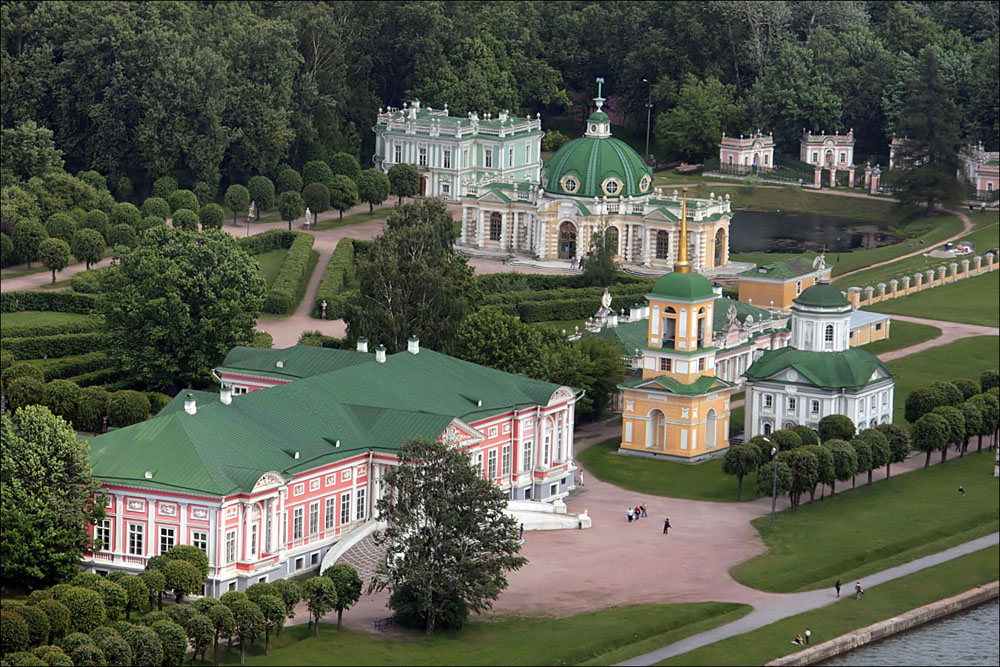
Садиба Кусково з гелікоптера, 2008 р.
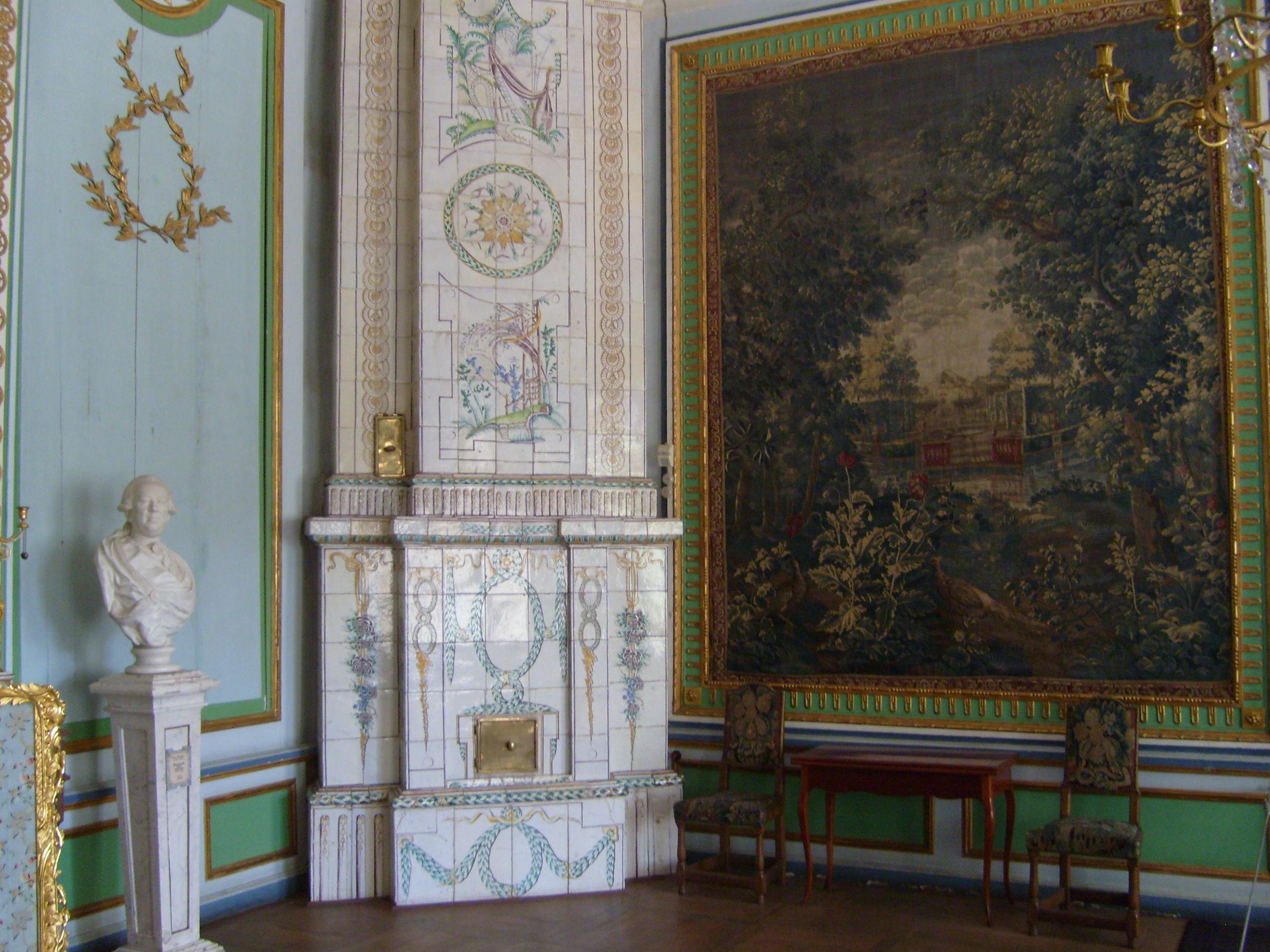
Гобелен (вердюра) в збірці палацу Кусково

### Театр просто неба
Родзинкою кусковського саду був театр просто неба.
Театр просто неба з'явився ще в проекті 1717 р. Олександра Леблона для резиденції в Стрельні під Петербургом. А в Кусково подібний театр створили. Земляні вали створювали лави для глядачів, була яма для оркестру, сцена мала необхідний схил в бік глядачів, а живі кущі створювали лаштунки. За підрахунками, глядацька зала могла вмістити близько 100 глядачів. Повітряний театр, як його називали в 18 столітті, проіснував 30 років (1763-1792 рр.). Його залишки існують і зараз.
Був в садибі і дерев'яний театр попри театр Повітряний. Театр з трупою кріпаків заснував Петро Шереметєв. Він мав оперну і балетну трупи та школу для талановитих дітей кріпаків. А всього в парку Кусково було три театри — третій розмістили в так званому «Турецькому кіоску».
Залишки лише так званого Повітряного театру в Кусково збереглися і чекають на реставрацію.

### Павільйон Грот

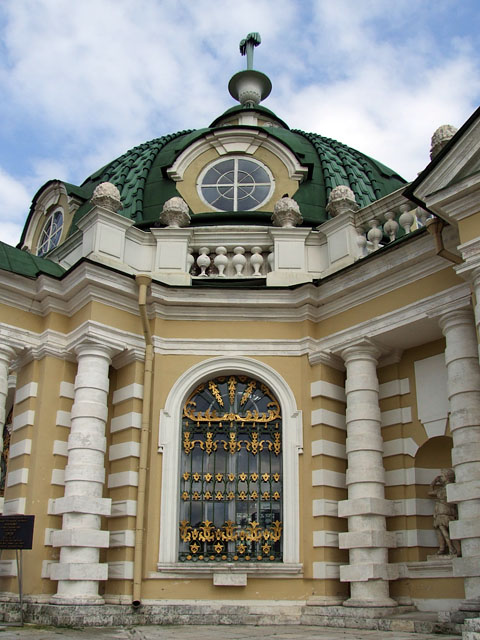
Грот після реставрації на 2006 рік

Серед збережених павільйонів Кусково-Грот, що дивує доброю збереженістю і наявністю первинних оздоб ліпленням та заморськими мушлями. Це єдиний подібний зразок павільйону з оздобами мушлями в Росії. Подібного не має навіть Грот в Царському Селі. І це ще одна з родзинок барокової садиби.
Грот водночас печера і палац бога морів Нептуна. Тому і його архітектурний образ обігрує стихії води та каменю. Але це камінь, преображений мистецтвом. Павільйон тричастинний, центральна частина прикрашена бароковим куполом з вікнами — люкарнами. Ребра купола колись підкреслили лудженим залізом та імітацією фонтану. Замість шпиля купол Грота вінчав вертикальний брус, що імітував струмінь води. Під час останньої реставрації імітацію фонтана на куполі відновили. Фасади рясно прикрашені колонами з важкими кам'яними муфтами, трикутними фронтонами і парапетом, на якому встановили скульптури. Центральна зала Грота заокруглена, добре освітлена через скляні двері та вікна-люкарни. Стіни розфарбовані під світлий смугастий мармур. Два прямокутні кабінети з боків і мали таке незвичне оздоблення стін, як заморські мушлі, що викладені як мозаїка і створювали барокові візерунки.

### Павільйон «Італійський будиночок»

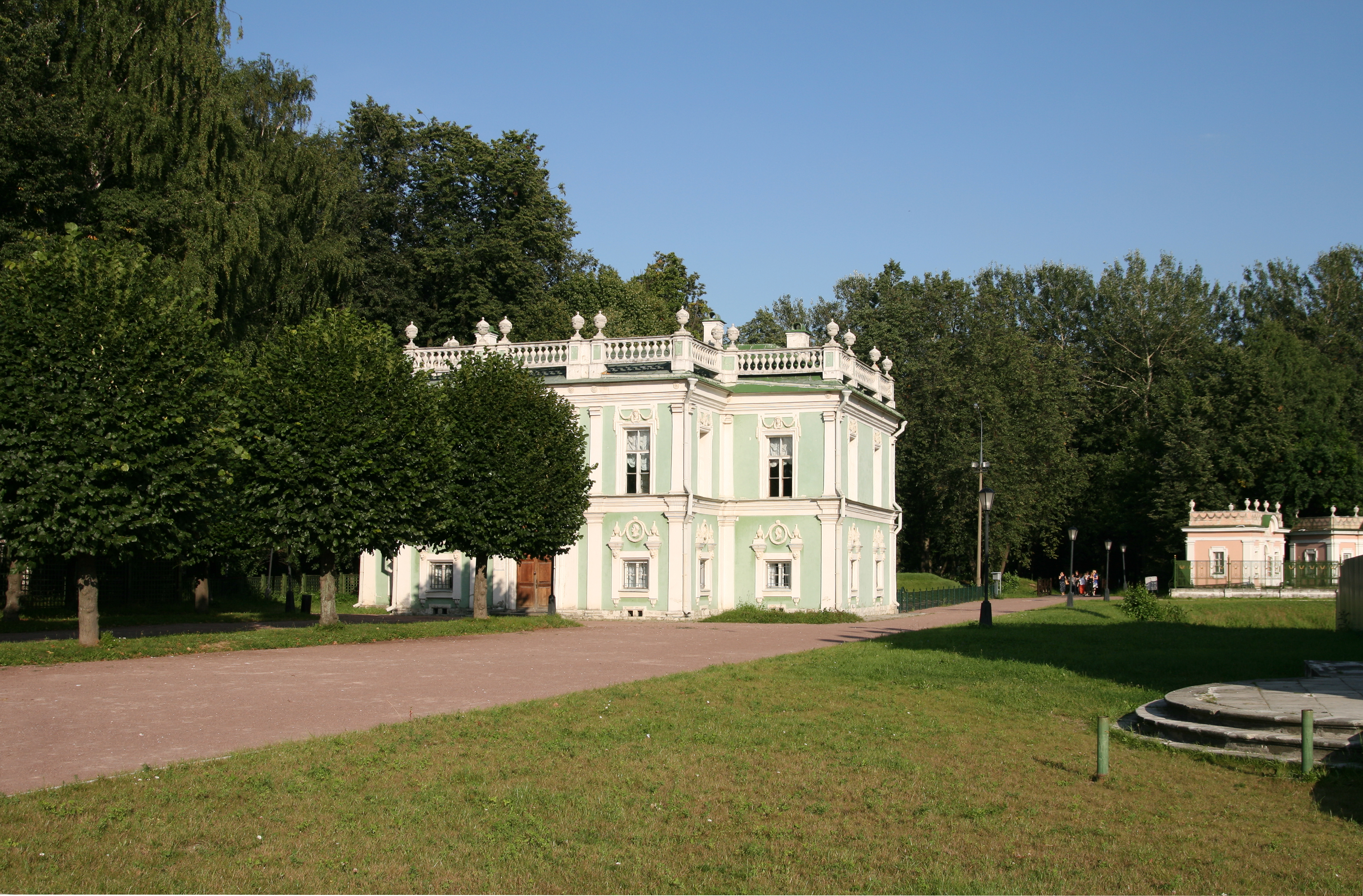
Павільйон «Італійський будиночок»

Італія у 18 столітті вважалася батьківщиною мистецтв. Тому в парку Кусково знайшлося місце для павільйону Італійський будиночок. Невеличкі зали слугували для відпочинку. Одну невеличку залу другого поверху оздобили картинами, двома камінами один проти другого та мальованим плафоном в золоченій рамі. Прямо на глядача в хмарах летіла богиня Діана. Зала мала вихід на невеличку терасу, з якої відкривався краєвид на невеличкий італійського типу сад на терасах зі скульптурами.
Після придбання власником колекції креслень архітектора Растреллі, їх теж розмістили в Італійському будиночку. Вони стосувалися забудови павільйонами парку в Царському Селі під Петербургом.

### Павільйон Ермітаж

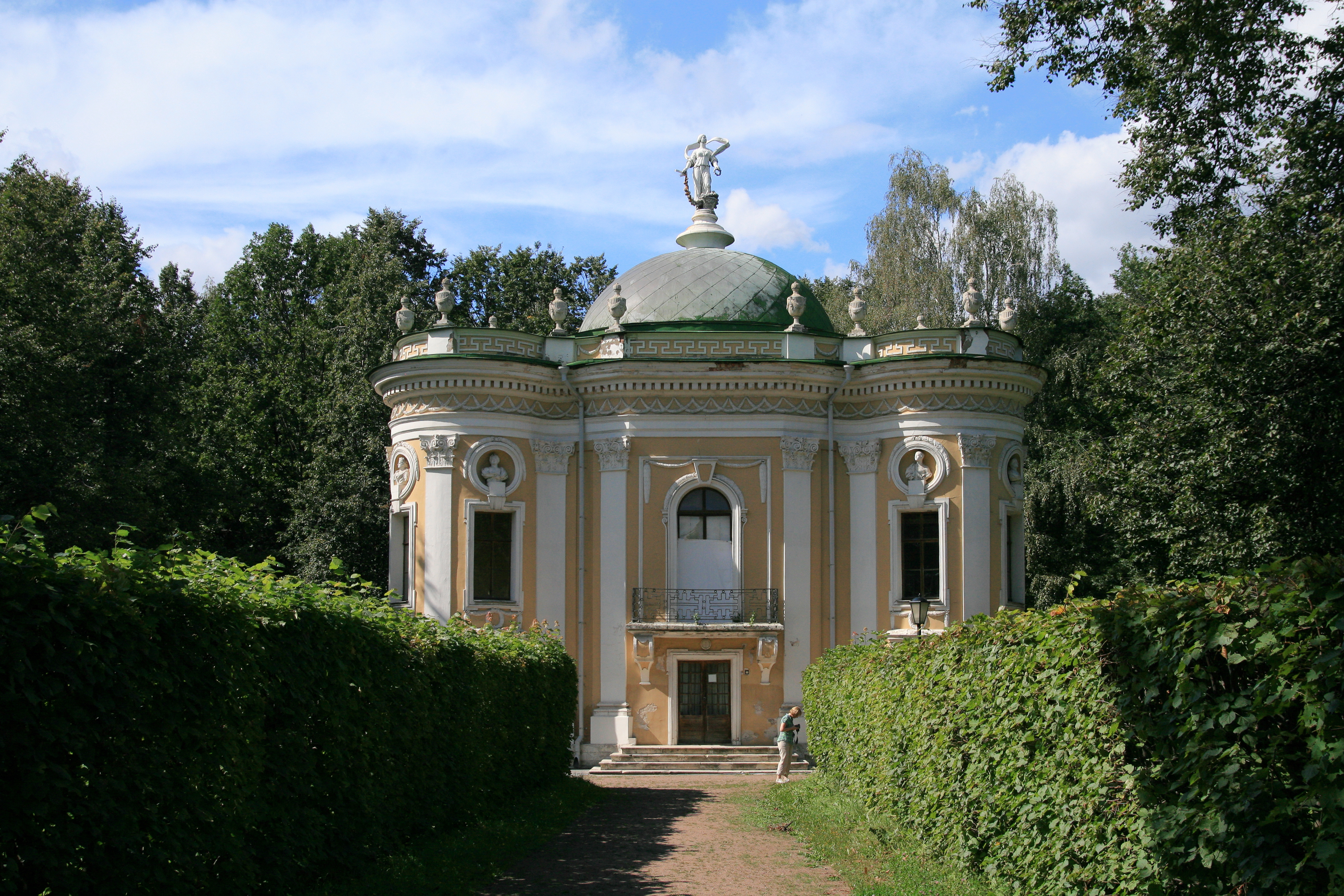
Павільйон Ермітаж влітку.

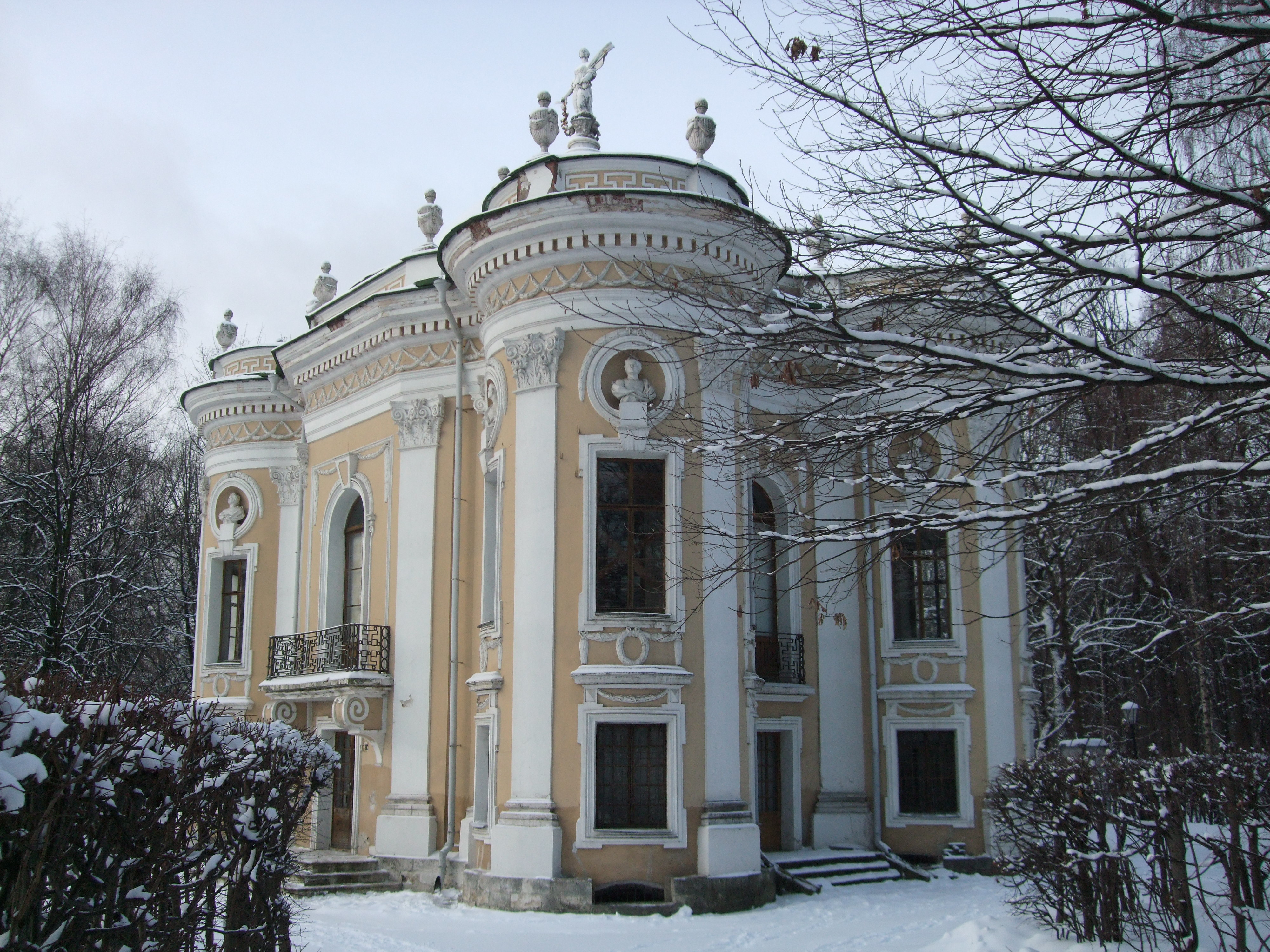
Павільйон Ермітаж взимку.

Безперечно найкращим за архітектурними якостями серед павільйонів саду є Ермітаж. Павільйон подібного типу — важлива частина саду бароко. Він давав змогу вельможним володарям і їх гостям усамітнитися і відокремитися від зайвих свідків. Павільйон Ермітаж почали будувати у 1751 році під наглядом архітектора Ю. Кологрівова. У 1754 р Кологрівов помер. А пихатого володаря павільйон не задовольнив і його перебудували за проектом, що прислали з Петербурга.
Більшість первинних павільйонів Ермітаж в Російській імперії побудована за типовою схемою. В основі — головна зала, а в кутах по діагоналях малі кабінети (Ермітаж графів Бестужевих-Рюміних, Ермітаж в Царському Селі). Головна зала увінчана банею з декоративною скульптурою. Павільйон Ермітаж в Кусково вибудували за цією ж схемою. Індивідуальною особливістю проєкту стало використання тільки круглих форм та незвичний декор, більш притаманний будівлям ранішнього (французького?) класицизму.
Будівля двоповерхова, трохи видовжена у напрямку північ-південь. За поземним планом має центральну частину, до якої додані чотири круглі кабінети (вежі). Одна з веж зараз слугує сходинками на 2-й поверх. Головним був саме другий поверх, де кругла зала доповнювалась чотирма круглими ж кабінетами з великими вікнами. Зала і кабінети були декоровані деревом, золоченими гірляндами, дзеркалами, стелю зали прикрашав плафон (живопис). Сходинок в первісному павільйоні не було і гостей піднімали в особливому кріслі кріпаки з першого поверху. В залу також піднімали стіл особливим механізмом. Найбільша кількість людей, яка могла розміститися за столом, досягала 16 персон.
Фасади будівлі прикрашені пілястрами великого ордеру, вікнами та круглими нішами з декоративними погруддями. В часи останньої реставрації на куполі будівлі відновили скульптуру.

### Зниклі павільйони і фонтани Кусково.
Будівельна активність в садибі припала на перехідні десятиліття від пізнього бароко до (короткого в Росії) рококо і ранішнього класицизму. Тому садиба мала будівлі всіх трьох мистецьких напрямків. Найменше пощастило саме будівлям стилю рококо. Утома від важкуватої стилістики бароко (Старі хороми, Грот, церква Спаса) обумовила появу павільйонів Дорична галерея, Нагоденбург в стилі шинуазрі, павільйону Бельведер на острівці. Два перших павільйони були дерев'яними, швидко зіпсувалися і були зруйновані без відновлення.
Зникли без відновлення і фонтани Кусково. Адже сад бароко неможливо уявити без цих інженерних споруд. Перепис атракцій саду 18 століття налічував два фонтани біля господарського дому (палацу) і чотири біля кам'яної Оранжереї.

### Оранжерея

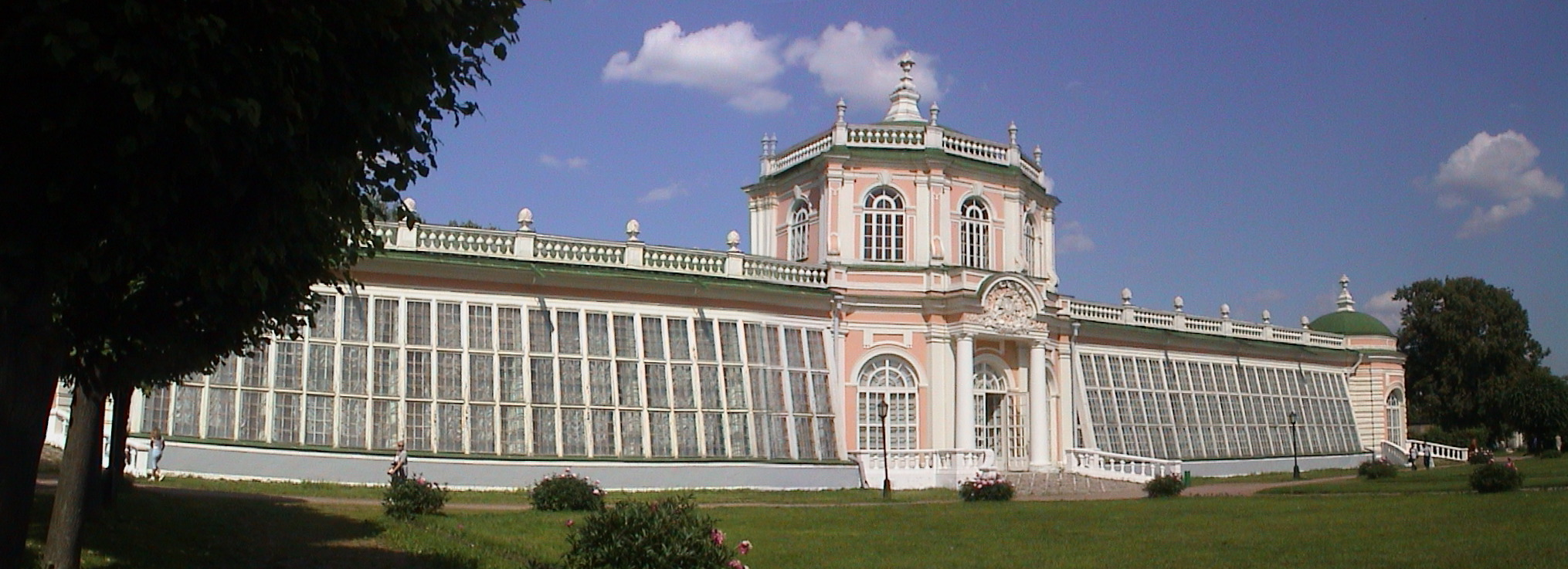
Велика Оранжерея після відновлення.

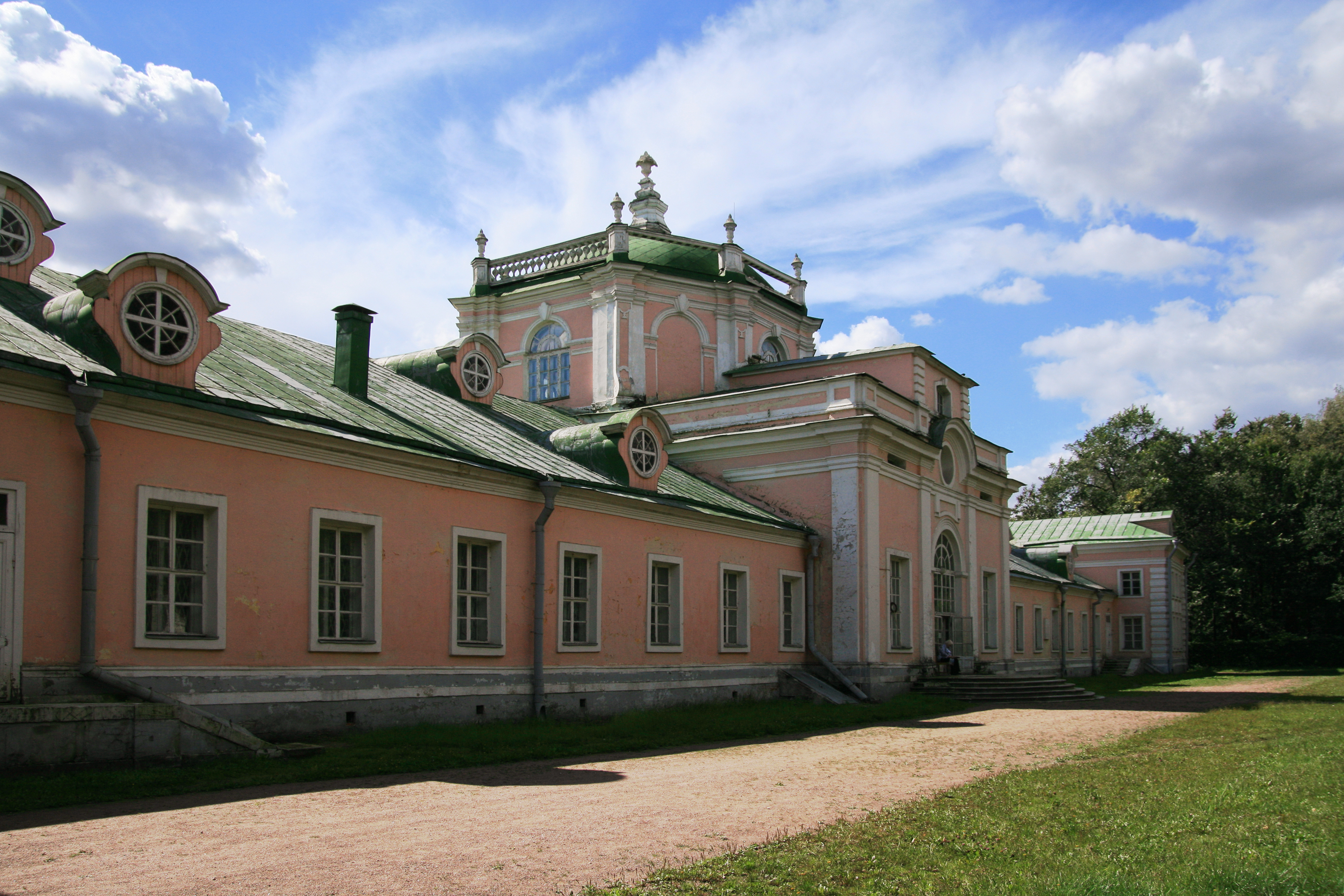
Фасад бічної оранжереї в Кусково.

Ботаніка в 18 столітті була улюбленою наукою. Потяг до іноземного та екзотичного вилився в колекціонування заморських рослин та побудову оранжерей для їх збереження. Незвичні ще тоді перші оранжереї в Підмосков'ї з'явились в садибі Архангельське. Перші оранжереї в Кусково були дерев'яні. Вважають, що проект створив Ф. Аргунов. А кам'яну будівлю у 1761–1763 роках створив запрошений кріпак-будівничий Дементій Антонов, що належав Г. Головіну.
Протяжна будівля кам'яної Оранжереї мала центральну залу, увінчану гранчатою банею, великі скляні галереї та бічні павільйони з низькими куполами. Центральна зала в 18 столітті мала балкони для музи́к і використовувалась для невеличких концертів та танців.
Після більшовицького перевороту 1917 року і збільшення населення в Москві Оранжерею перебудували під комунальні квартири. Відселення мешканців провели після війни, а будівлі повернули вигляд, наближений до первісного. Зараз приміщення Оранжереї використовується для показу експонатів музею кераміки.
Насправді оранжерей в парку Кусково було декілька: дві бічні слугували саме оранжереями, а центральна, що виходила на партер. слугувала для парадних бенкетів і танців.

### Палац в Кусково

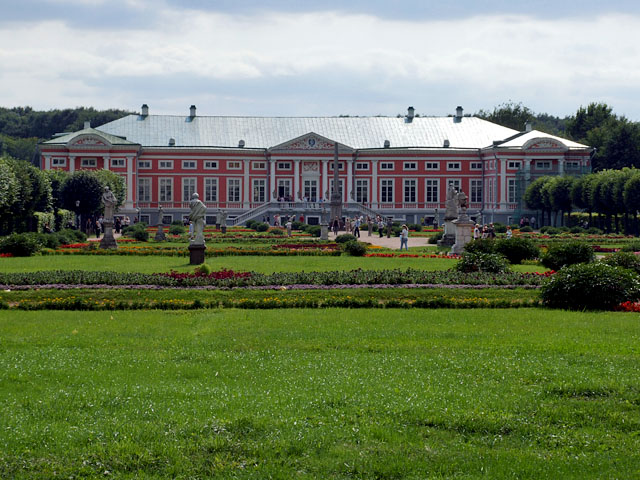
Палац в Кусково, садовий фасад.

За ієрархією, що розповсюджувалась в 18 столітті і на назви, палацом мав іменуватися лише дім імператора. Всі інші будівлі вельмож іменували домами (садибний дім, дім поміщика тощо) навіть тоді, коли подібна будівля була багатша і краща за невиразний, імператорський палацик.
Двоповерхові Старі хороми Шереметєвих якраз і були багатшими і кращими за дерев'яний палац імператриці в селі Перово. Над декором Старих хором багато працював Юрій Кологрівов, котрий створив десюдепорти за темою «Пори року», плафон в залі тощо. Лише помилкові прорахунки і загроза завалитися спонукали володаря розібрати будівлю.
Існуючий зараз палац має один поверх і побудований теж з дерева, але в формах кам'яної архітектури. Цікавою конструктивною особливістю було використання стовбурів вертикально (а не горизонтально як в російських ізбах) і комелем униз, як то є і в природі. Кам'яними були лише підмурки. Облицювання дошками і розфарбовка в 2 кольори імітують фарбування тиньку. Палац Шереметєвих в Кусково мав той же поземний план, що і Старі хороми, але фасади виконані в іншій стилістиці, близькій до рококо і ранішнього класицизму. Тому іноді палац в Кусково називають найбільшим парковим павільйоном в садибі.
Будинок має 66 метрів довжиною, планування анфіладного типу. Як і всі будинки вельмож, кімнати розділялись на парадні, де приймали гостей і житлові, побутові, які не мали художнього оздоблення і куди не пускали чужих.

### Колекція скульптури і живопису

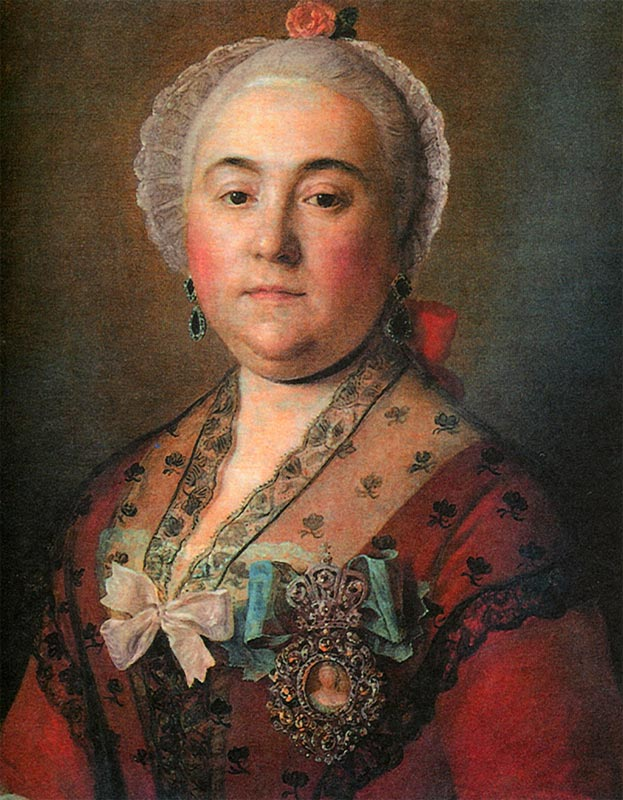
Худ. П'єтро Ротарі. «Варвара Олексіївна Шеремєтєва»

Цілеспрямовано для Танцювальної зали палацу в Кусково скульптор І. Юст зробив барельєфи, профільні медальйони, гіпсові торшери у вигляді жіночих фігур. Танцювальну залу прикрашає і найбільша за розмірами картина палацу — плафон художника з Франції Луї Лагрене (1725—1805), автора міфологічних та алегоричних картин. Два роки Лагрене працював в Петербурзі.
Їдальня — єдина зала палацу, де вдалося зберегти первісний декор. Столи в 18 столітті були розбірні і вносились в дообідню пору. Стіни прикрашали дзеркала і заглибина — конха, де на полиці виставляли порцеляну. Заглибина імітувала садову альтанку, крізь трельяж якої проглядали гілки і зелене листя. Перегукуванням з декоративними скульптурами саду було і погруддя Олександра Македонського в античних обладунках на постаменті, що стояло в заглибині. Присутність грецького царя в їдальні нікого не засмучувала, як і плафон пензля Шарля Лебрена. Комбінація витворів мистецтва різних культур і епох в одному інтер'єрі — характерна риса доби 18 століття.
В палацовій збірці знаходяться чотири погруддя роботи скульптора Федота Шубіна. Їх унікальність в тому, що їх замовили для садиби Кусково і вони досі на своїх первісних місцях.
Декоративні скульптури в парку, на жаль, невисокої мистецької вартості. Цікава лише алегорична скульптура річки Скамандр на повний зріст з горщиком, що являє джерело річки.
Серед картин переважна більшість портрети царських осіб та родини. Великих імен збірка не мала. У Дубовому кабінеті декілька натюрмортів пензля Теплова, Богомолова та ін. Це натюрморти-обманки з дуже ретельним відтворенням реальних речей.

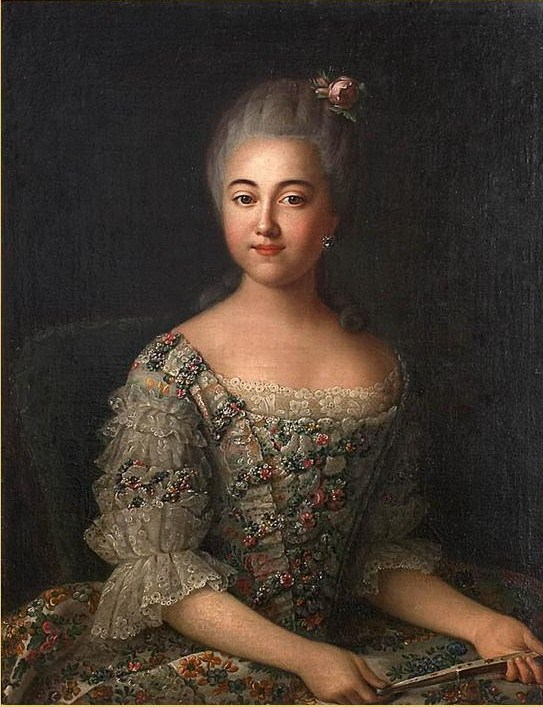
Худ. Іван Аргунов. Дочка Шереметєвих
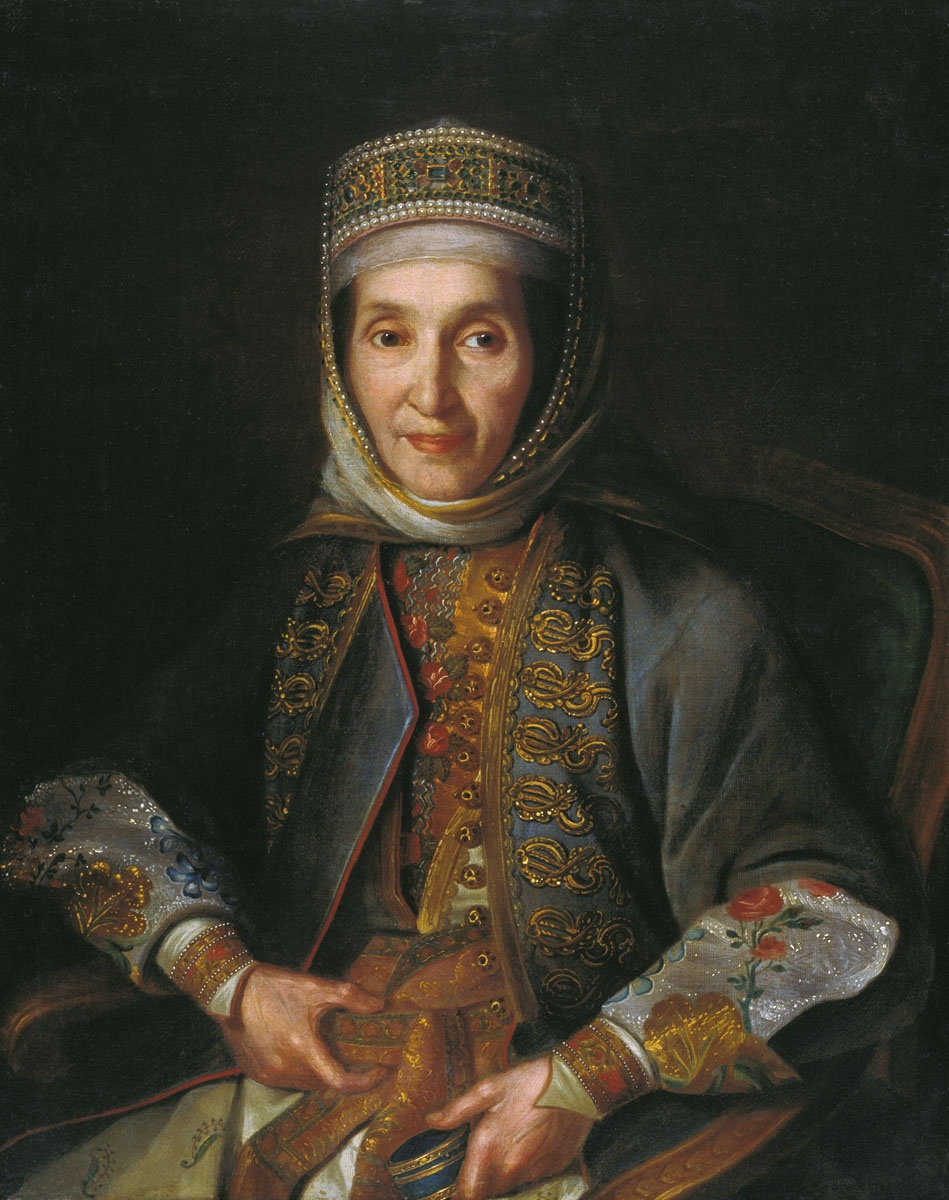
Худ. Іван Аргунов. «Анна Акимівна Лазарева», 1769 р.
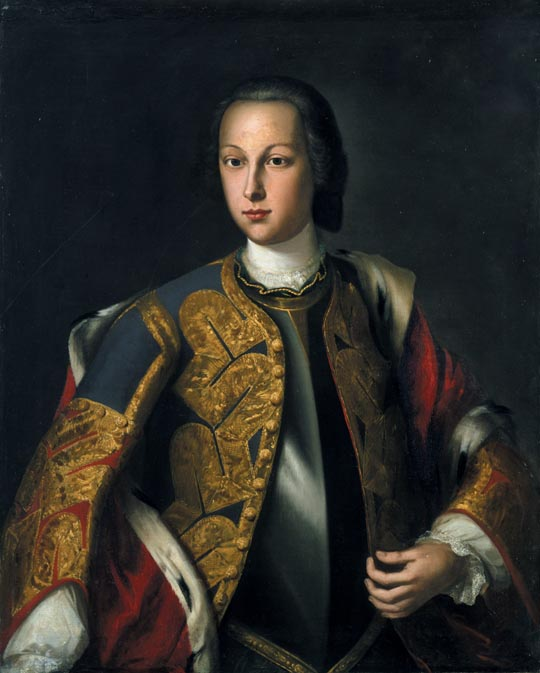
Анонім. «Сергій Борисович Шереметєв»
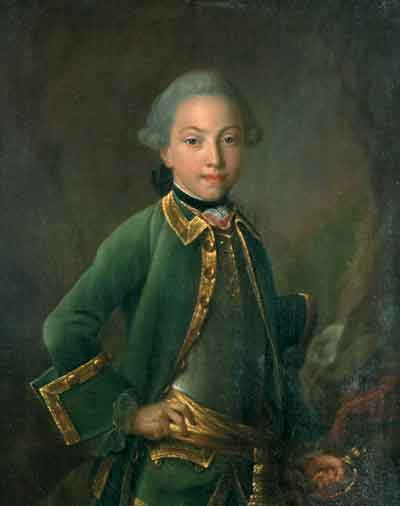
Худ. Іван Аргунов. «Микола Шереметєв в дитинстві».

### Домова церква Шеремєтєвих

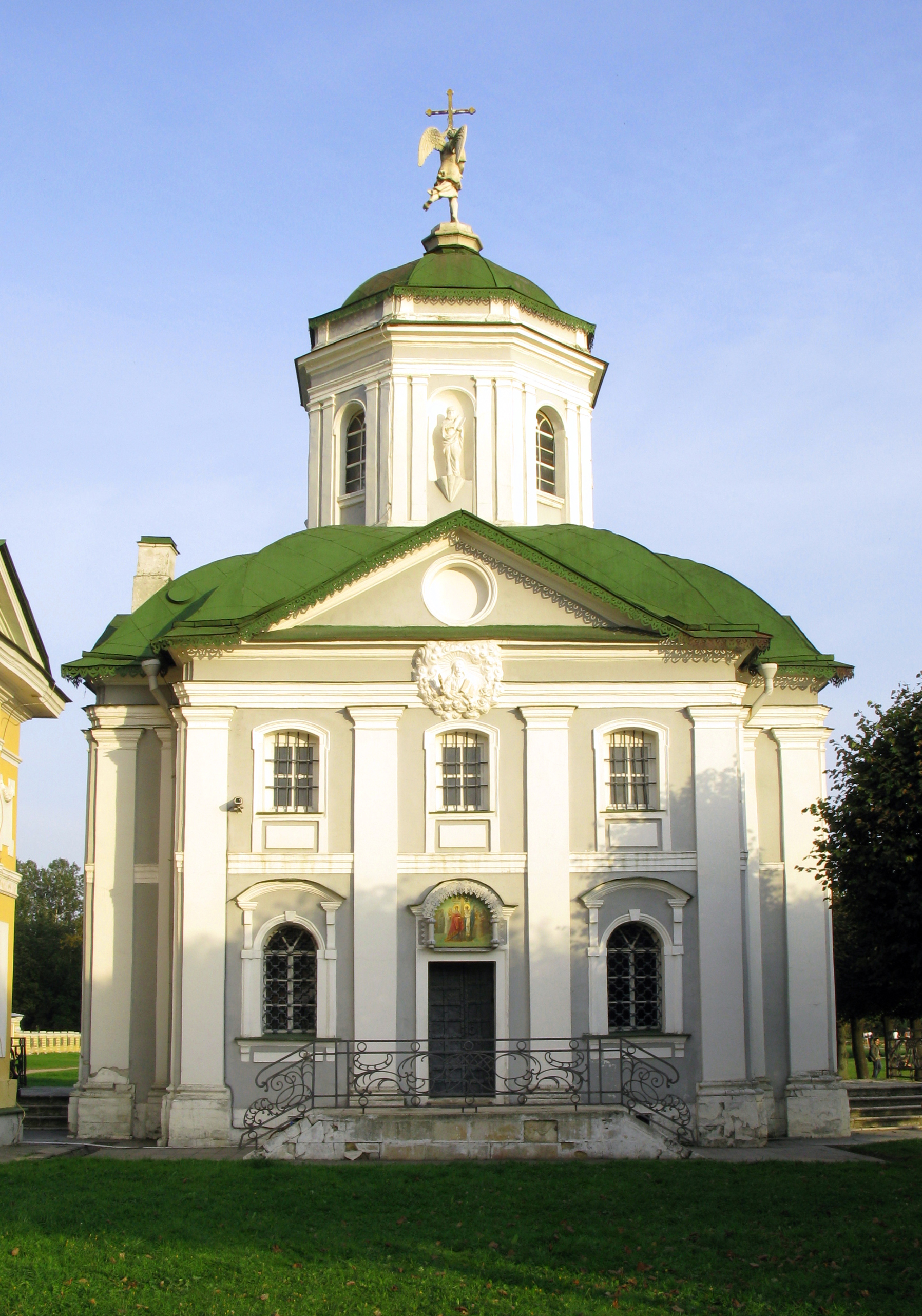
Західний фасад церкви Спаса, стан на 2009 рік.

Первісно церква в садибі була дерев'яною, як і Старі хороми. Кам'яну церкву в садибі Кусково почали будувати у 1737 році. Наглядачем за будівництвом в садибі був опальний денщик самого царя Петра І Юрій Кологрівов, що вивчав архітектуру. Уникаючи безжального гніву царя за підтримку його сина Олексія, Кологрівов самовільно залишився в Італії, переховуючись там до смерті Петра. Прихильник італійського варіанту пізнього бароко, Кологрівов повернувся в Москву, де і знайшов роботу як архітектор в садибі Кусково. Саме Кологрівову віддають авторство проекту і побудови барокового павільйону Італійський будиночок.
Будівництво кам'яної церкви відбулося в нових для Москви формах західноєвропейського бароко. Церква має складний за формами дах, над яким височіє одна гранчаста баня, яку вінчає скульптура янгола у повний зріст з хрестом. Досить новим для того часу було використання архітектурного ордеру та скульптури в декоруванні бані та даху. Використання скульптур в декорі православних церков було довгий час під забороною. На старій гравюрі 18 століття видно, що атик церкви теж прикрашали об'ємні скульптури (святих чи апостолів з німбами). Під час останньої реставрації церкви Спаса скульптури не були відновлені, що знизило її художній образ.
За сучасними (на 2009 рік) оцінками будівля була концептуальною, адже власник бажав мати таку садибну церкву, щоб вражала гостей розкошами та багатством. До руйнації так званих Старих хором (первісного дерев'яного палацу в стилі бароко) церква разом з палацом складала цікавий бароковий ансамбль, якому не вистачало дзвіниці. Постійні перебудови в садибі і бажання володарів наздогнати швидкоплинну моду зруйнували той ансамбль. Зараз садибні будівлі складають дивовижний набір різностильових об'єктів від бароко до класицизму через низку проміжних стадій.
За часів СРСР церква була зачинена і використовувалась як допоміжні приміщення музею. Церква Спаса в садибі Кусково була реставрована і наново освячена у 1991 році.

### Бароковий сад садиби Кусково

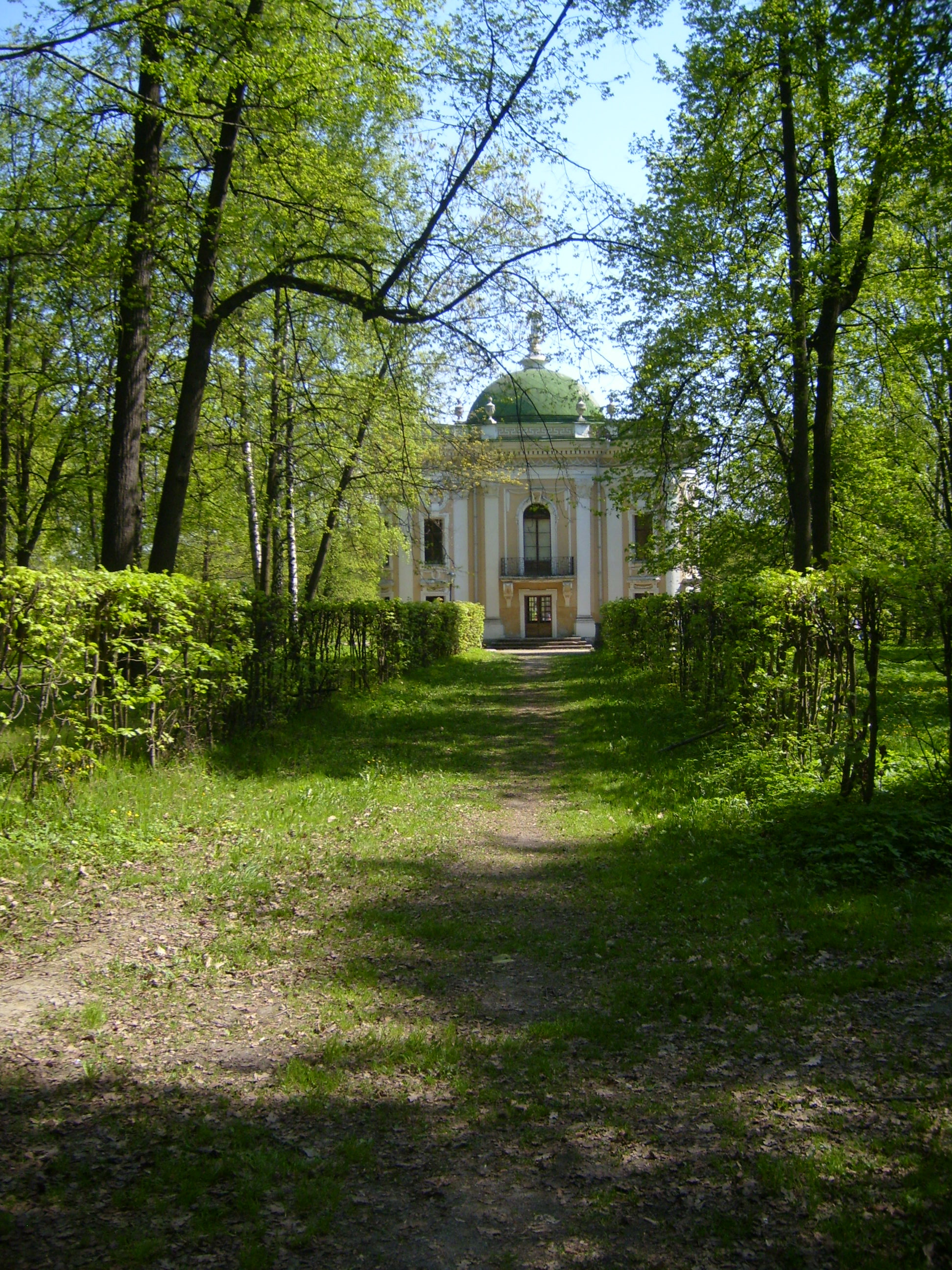
Павільйон Ермітаж, стан на 2009 рік.

Сад бароко в садибі Кусково довго був найкращим в Підмосков'ї. Вважають, що його добре облаштували до візиту імператриці Єлизавети у 1754 році. Імператрицю тішили чудернацькими стравами, нічним феєрверком та показом порцеляни Китаю.
В 1812 році садибу загарбали військові Наполеона Бонапарта, і тут недовго «хазяйнував» маршал Ней. Після відступу вояків Франції в садибі пограбували і попсували усе, що можна. Найцінніші речі, картини і гобелени вивіз сам маршал. Садибу і сад відновили, але без колишніх розкошів. Найбільших втрат зазнав саме сад бароко через воєнні руйнації та відсутність догляду. Власник садиби після 1861 року втратив садівників, а частину саду продав під дачні ділянки. Цілим залишив лише регулярну частину (її залишки та головні будівлі).
Після перевороту більшовиків 1917 року в садибі у 1919 р. створили краєзнавчий музей. Реставраційні роботи і повернення дещо первісного вигляду садиби і саду розпочалося з 1943 року. Бароковий сад відновили в спрощених формах за старими планами і гравюрами без копіткого вистригання рослин і без використання діжкових культур.

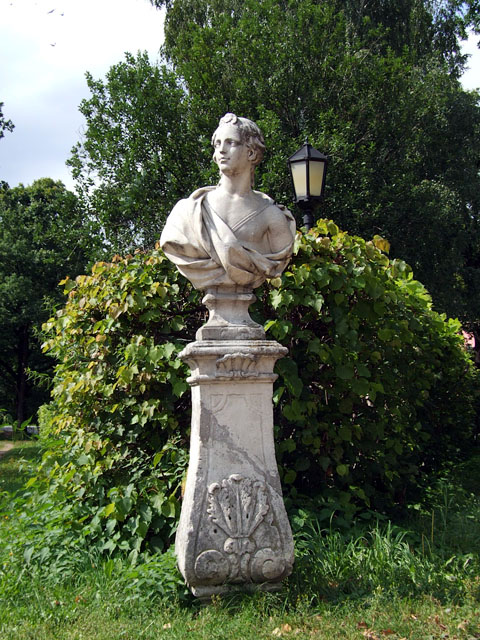
Мармурове погруддя 18 ст. в парку
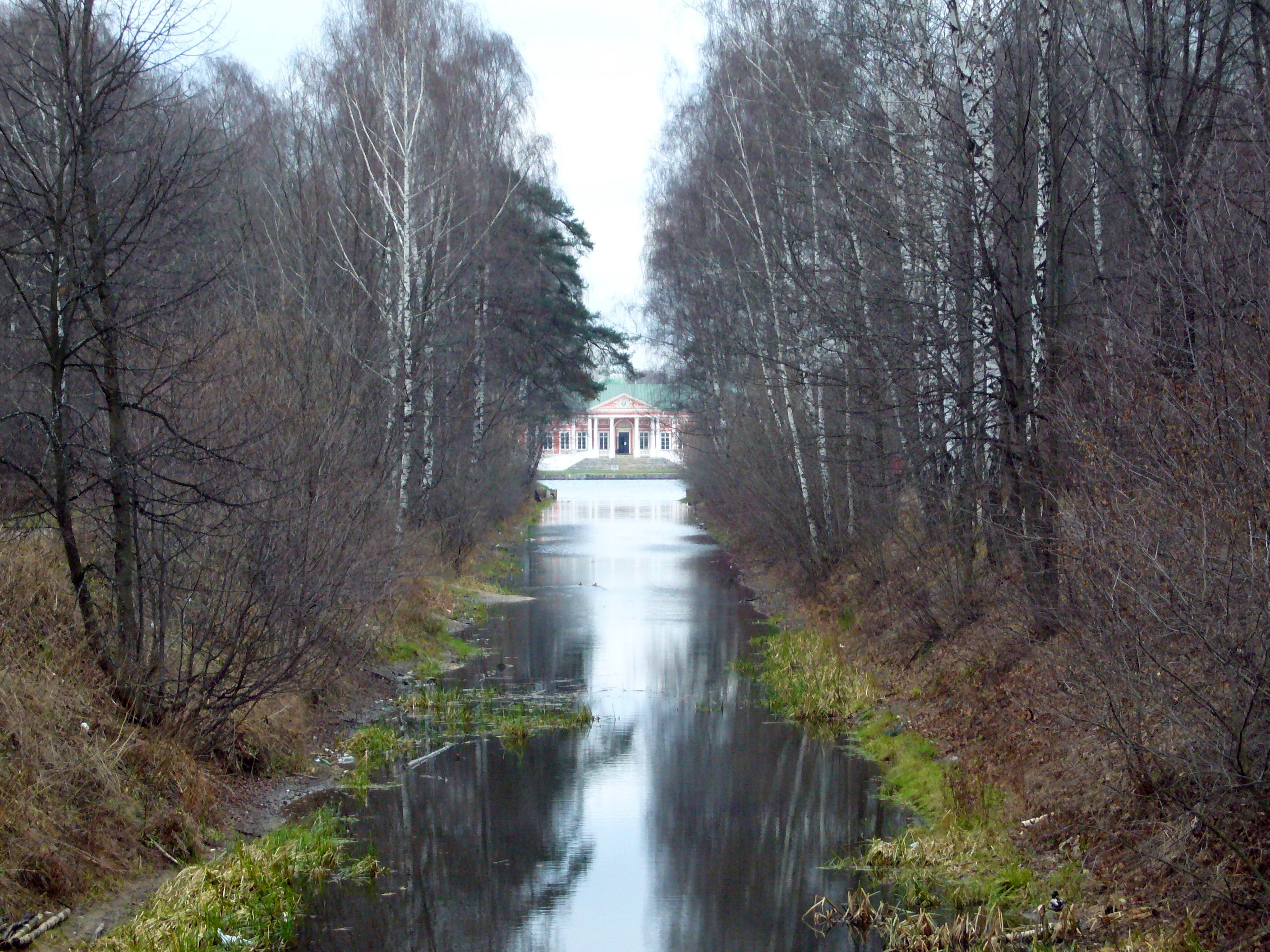
Залишки каналу в бік села Вешняків, 2006 р.
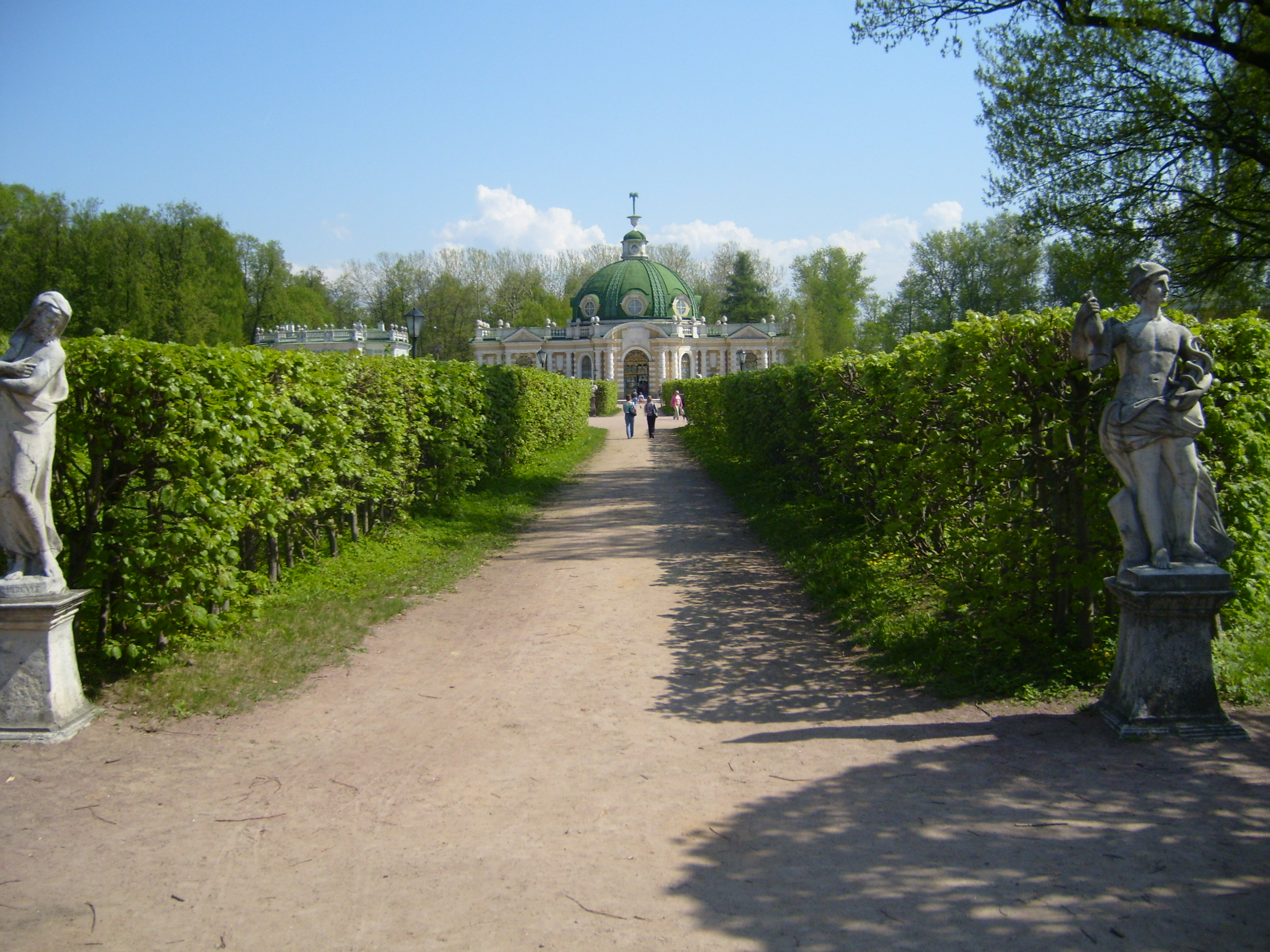
Сад бароко біля павільйону Грот

### Пейзажний парк «Гай» в Кусково

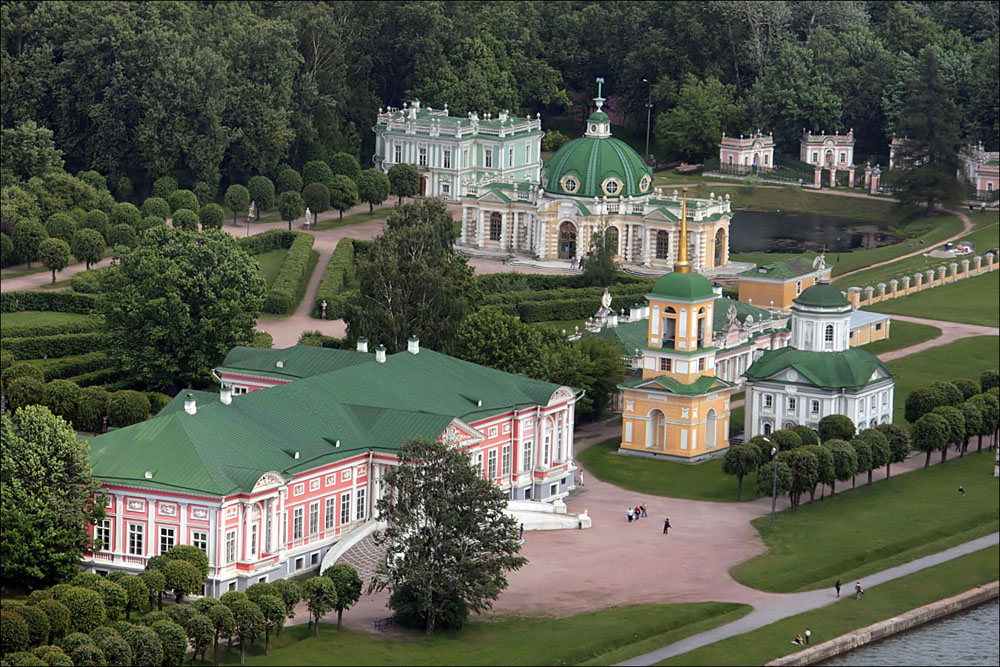
Частина барокового парку Кусково, найверхній-Італійський будиночок.

Зміна моди на парк нового типу спонукала господаря підкоритися. І в 1770—1780 роки за садом бароко розпланували пейзажний парк, де були ставки природних форм, штучні пагорби, хвилясті стежки. За природними умовами ландшафти Кусково досить бідні, тому небагатий набір пейзажного парку збагатили новомодними павільйонами — Кофейня, Китайська вежа, Будиночок усамітнення, Храм тиші, Шомьєр, Левова печера, Храм Діани, Стог сіна.
Будиночок усамітнення і Стог сіна дивували занадто спрощеними фасадами і контрастом розкішно декорованих інтер'єрів. В Будинку усамітнення їх було 15. Храм Діани побудували на штучному пагорбі на зразок вавилонської вежі або мушлі равлика. В Храмі тиші, що стояв посеред лабіринту, поставили скульптуру Венери, давньоримської богині кохання. Було і особливе приміщення в парку, де для гостей виставляли картини. Моду диктував класицизм, тому чисельні будиночки, храми, альтанки мали неокласичний декор, але були побудовані з дерева. Поблизу звіринцю стояли Псарні та стайні. Ця частина парку постраждала від перебудов і руйнацій найбільше, фактично знищена.

### Будівлі садиби-музею на 2009р.
- Палац (1769—1775)
- Садибна церква Спаса (1737—1739)
- Кухонний флігель (1756—1757)
- Голландський будиночок (1749)
- Італійський будиночок (1755)
- Кам'яна оранжерея (1761—1763)
- Повітряний театр (1763)
- Павільйон Ермітаж (1765—1767)
- Оселя управителя (1810)

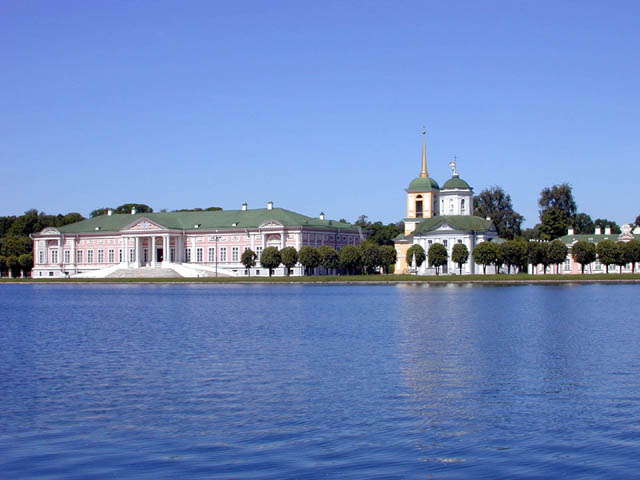
Кусково на початку 21 ст.

- Вольєр для птахів (сучасна реконструкція)
- Менажереї (сучасна реконструкція)
- Американська оранжерея (сучасна реконструкція)
- Швейцарський будиночок (1860)

### Сучасне використання
З травня 1919 року в садибі музей. Реставрації в 1958—1968 рр., в 1976—1980 рр.
Садиба об'єднана з 1938 року з музеєм кераміки і носить назву Музей кераміки і «Садиба Кусково 18 століття».

### Іконографія Кусково
Зберігся великий архів садиби Кусково. План регулярної частини парку зафіксовано у 1782 році. Серед збережених матеріалів — гравюри П. Лорана і А. Міронова, малюнки М. Махаєва, уродженця Кусково. Краєвиди садиби малювали різні майстри 18-19 століть. Серед найцікавіших — маркетрі (дерев'яна мозаїка) на стільниці 18 століття для нот роботи Н. Васильєва.

## Галерея

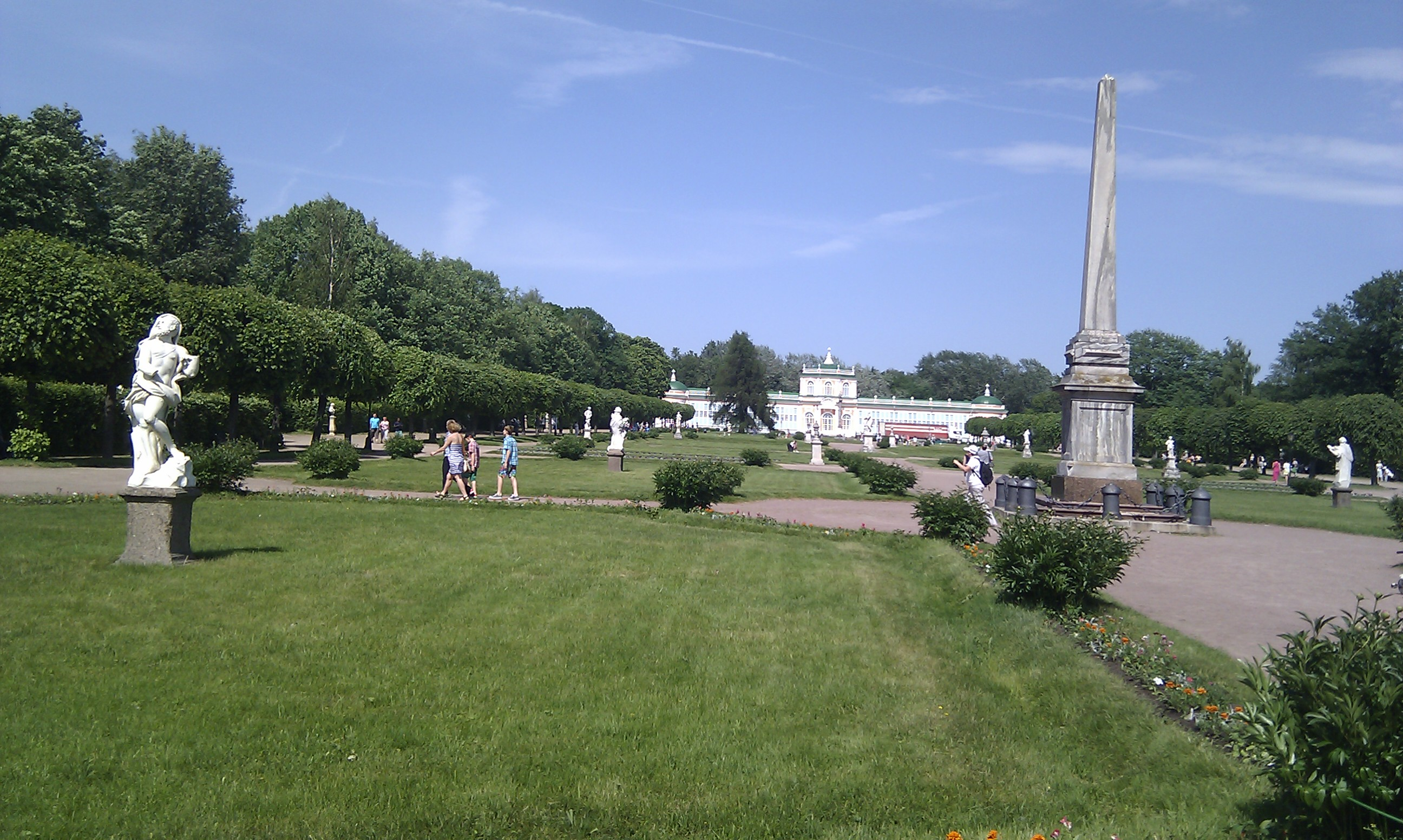
Перспектива парку.
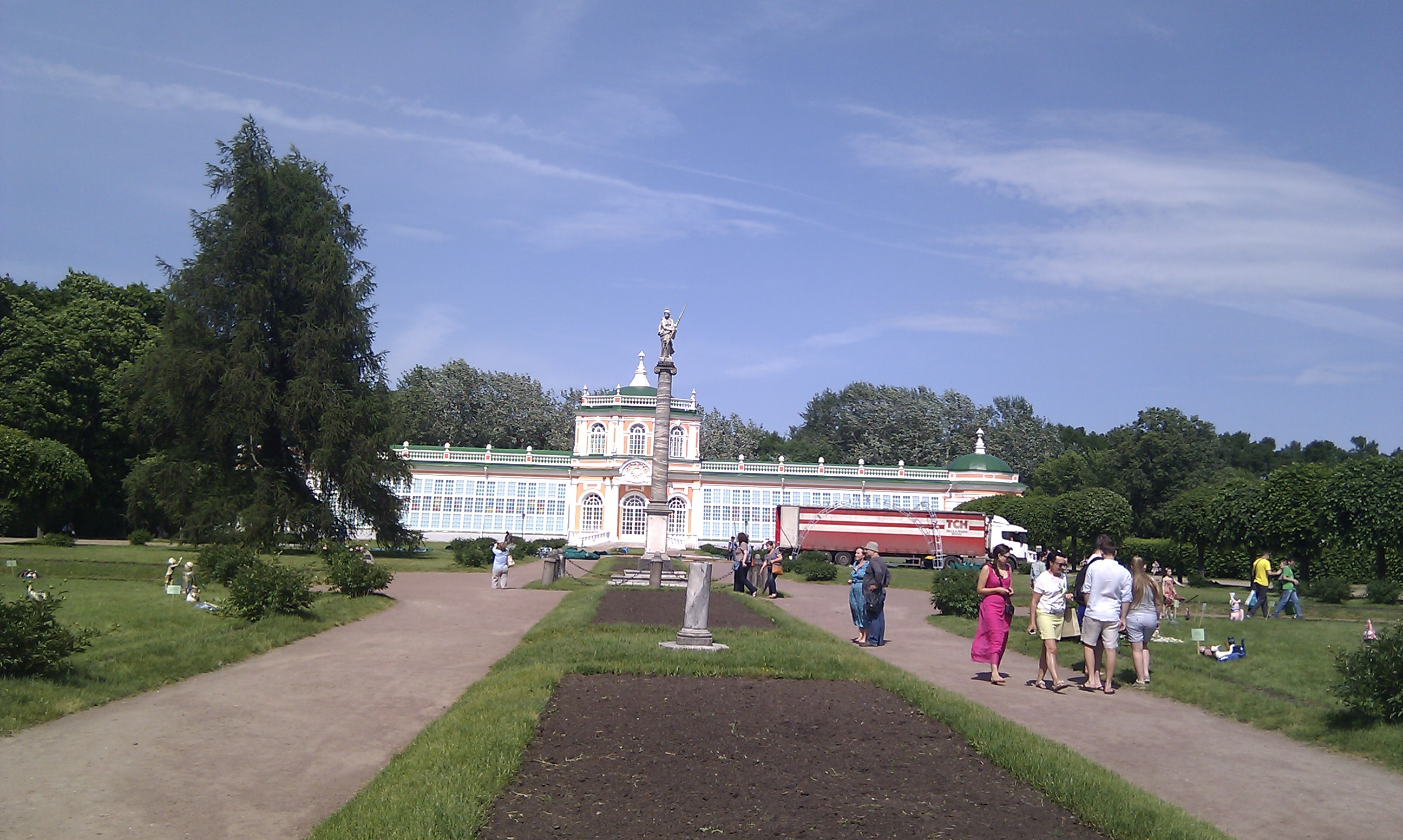
Вид на оранжерею.
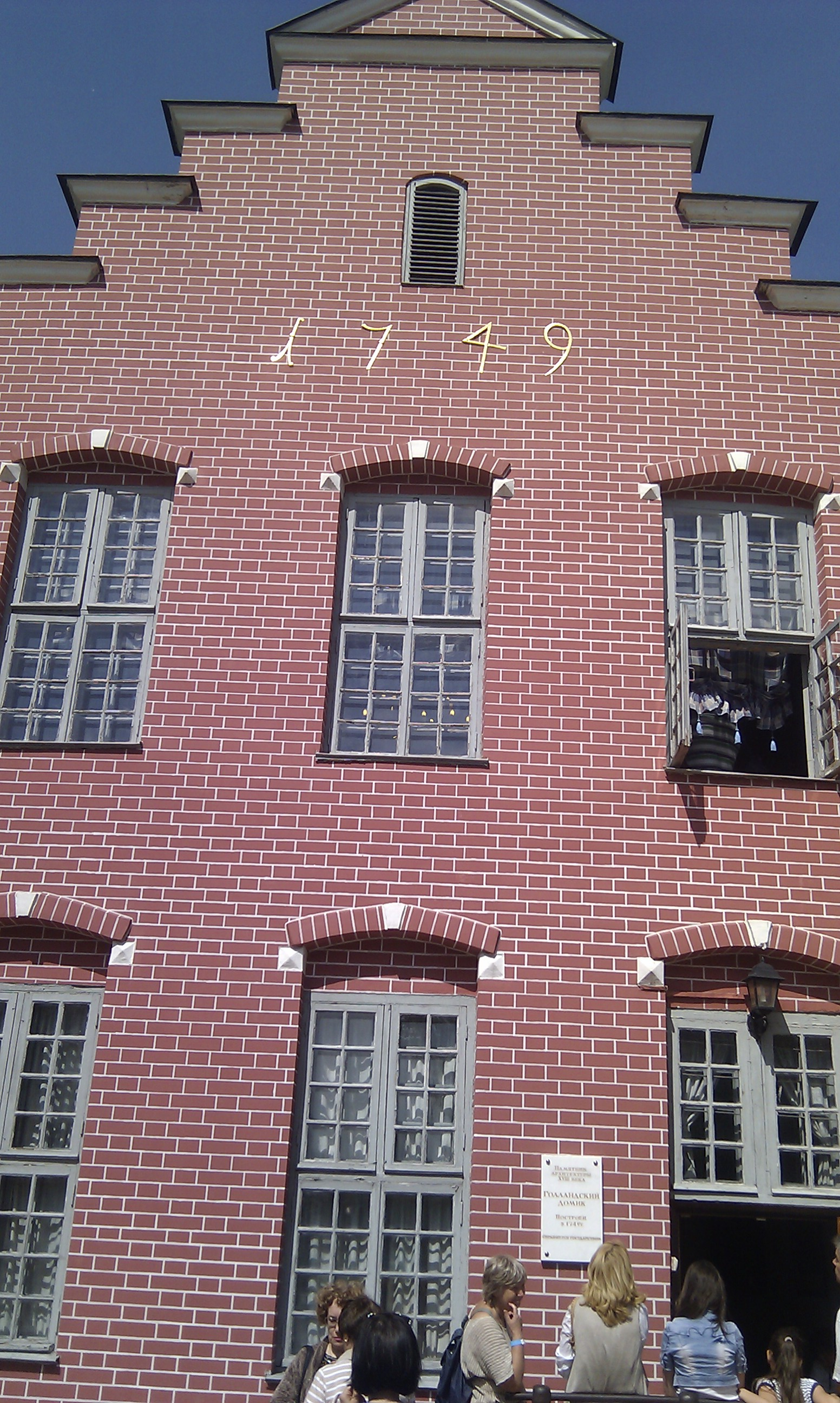
Голландський будиночок[1].
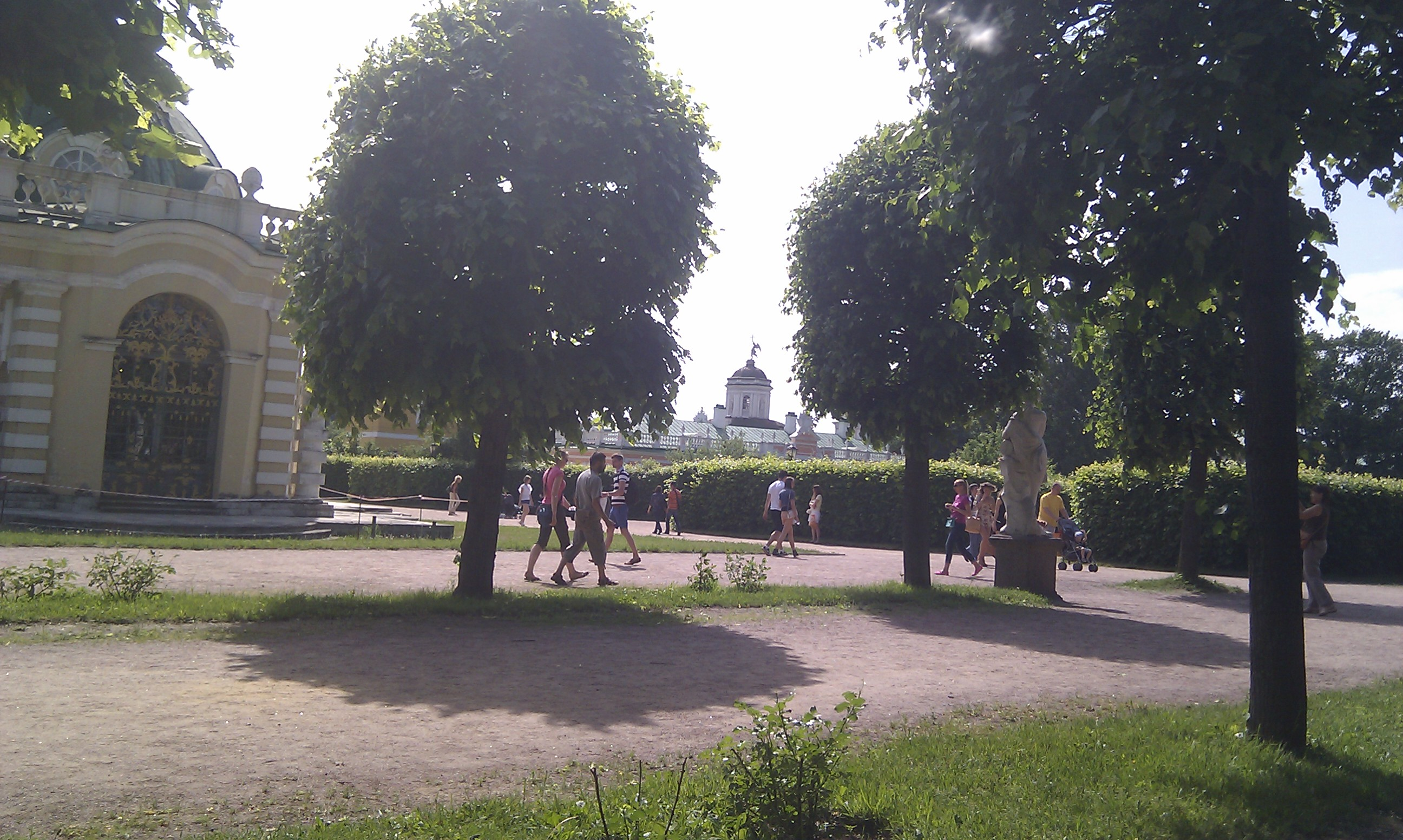
Вид на грот та церкву.